# Kato Drys

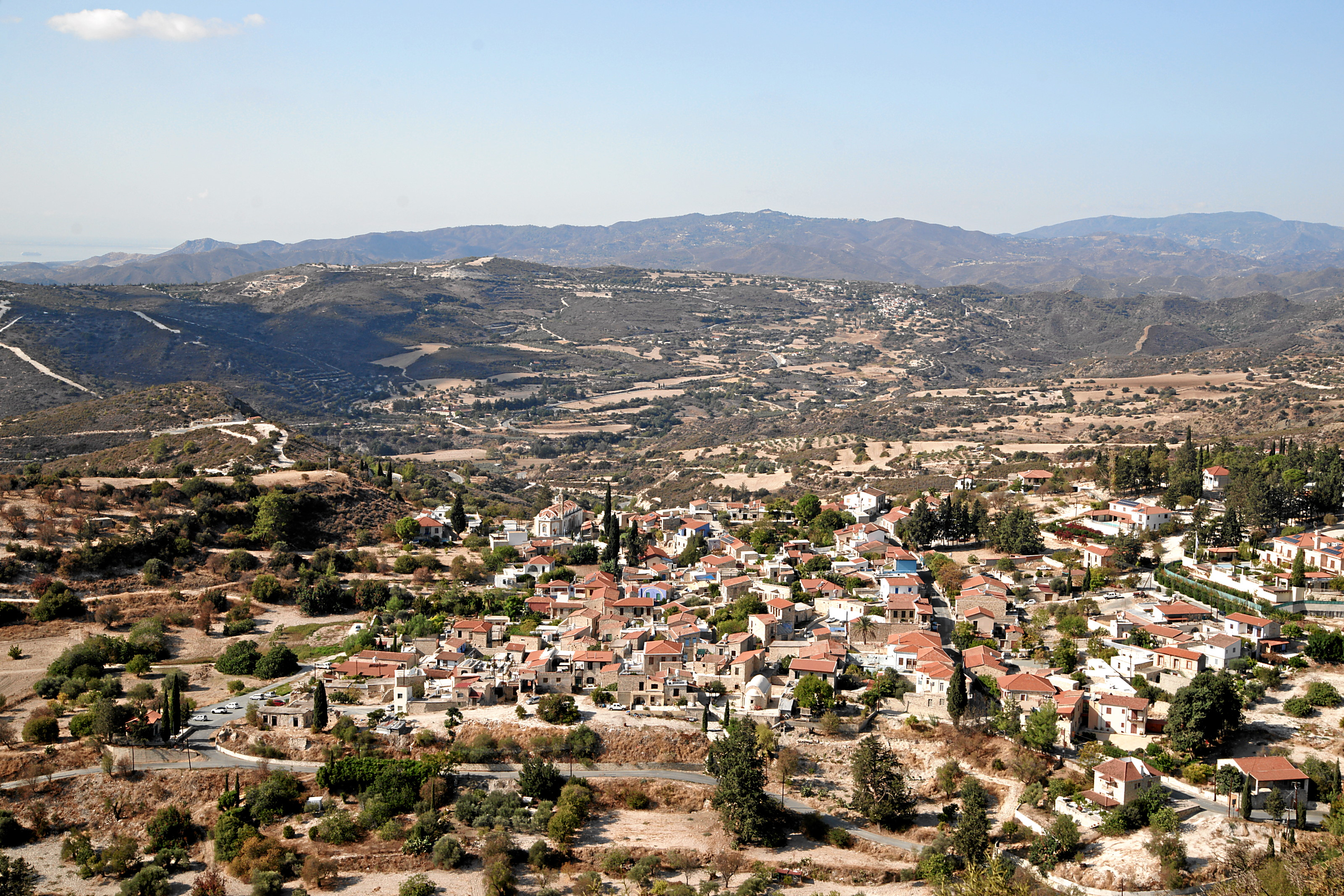
Vista de Kato Drys.

Kato Drys é uma pequena vila em Chipre a sudoeste de Larnaca. É próxima as vilas de Pano Lefkara (4 km), Kato Lefkara (4 km) e Vavla (6 km).
Sua altitde média é de 520 metros acima do nível do mar. A vila se situa em um terreno montanhoso com estreito e vale profundo onde flui o rio Agios Minas.
Uma personalidade significativa da vila é o São Neófito, nascido em Kato Drys no ano de 1134. A casa em que nasceu permanece conservada até os dias atuais. Há uma pequena igreja dedicada a ele em um monte próximo a vila.
Kato Drys é retratada nas cédulas ciprotas de 1 libra, devido seu valor histórico.